# حجم الأثر
حَجْمُ الْأثَر أو حَجْمُ الْتَأثِيرِ (بالإنجليزية: Effect Size)‏ يمثل نسبة تباين المتغير التابع التي ترجع للمتغير المستقل، أي أنه يبين قوة العلاقة بين المتغير التابع والمتغير المستقل، فهو يعطينا الدلالة العملية للفروق الإحصائية أو العلاقات بين المتغيرات، وما إذا كانت تلك الدلالة العملية كبيرة بحيث تبرر الأخذ بنتائجها، وبذلك يتميز عن الدلالة الإحصائية التي تهتم باحتمالية رفض الفرضية الصفرية من الناحية الإحصائية النظرية فقط.

## تعريف حجم الأثر
له عدة تعريفات منها:
- أن حجم التأثير (وبدون أي تضمين للسببية) هو الدرجة التي توجد فيها الظاهرة في المجتمع، أو الدرجة التي تكون فيها الفرضية الصفرية خاطئة. (Nix and Barnette, 1998)
- هو مقياس يخبر عن مدى تفسير المتغير التابع، أو توقعه بواسطة المتغير المستقل (Kellow,1998; Snyder and Lawson,1992; Huston,1993 )

## أهميته
يعتبر حجم الأثر من مؤشرات الدلالة العملية التي تعطي نتائج البحوث قيمة عملية للأخذ بنتائجها، ويعتبر من الدلائل المهمة إلى جوار الدلالة الإحصائية لمعرفة قوة الاختبار الإحصائي (Power of Statistical test) الذي يقصد به احتمالية رفض الفرضية الصفرية عندما تكون خاطئة ويرمز له بالرمز (1- بيتا).

## فوائد حجم الأثر
أوجز هوستون (Huston,1993) فوائد مقاييس حجم التأثير في النقاط التالية:
- يشير حجم الأثر إلى درجة وجود الظاهرة في المجتمع بمقياس متصل، بحيث يعني الصفر عدم وجود الظاهرة.
- تزود الباحثين بمؤشرات للدلالة العملية بخلاف اختبارات الدلالة الإحصائية
- يمكن استخدامها في المقارنة الكمية بين نتائج دراستين أو أكثر كما هو مستخدم في التحليل الأقصى للبيانات Meta Analysis.
- يمكن استخدامها في تحليل القوة الإحصائية لتحديد عدد العناصر المطلوبة في دراسة معينة.

## أنواع حجم الأثر
صنف كيرك (1996) مقاييس حجوم التأثير إلى صنفين رئيسين هما:
1. مقاييس الفروق:وهي المشهورة بحجم الأثر Effect Size،
2. مقاييس تفسير التباين.